# Srećko Šimić
Srećko Šimić (Travnik, 3. siječnja 1929. – 16. prosinca 2011.), hrvatski bosanskohercegovački liječnik i akademik Akademije znanosti i umjetnosti BiH. Podrijetlom iz zapadne Hercegovine.

## Životopis
Rodio se u Travniku. Diplomirao je u Sarajevu na Medicinskom fakultetu. Na Ginekološko-akušerskoj klinici Sveučilišta u Sarajevu položio je specijalistički ispit iz ginekologije i akušerstva. Habilitirao radom Mogućnosti laparoskopije i kuldoskopije u ginekološkoj dijagnostici 1968. godine. Doktorirao disertacijom Neki efekti estrogena i progesterona na subepitelnu kapilarnu mrežu vaginalnog dijela uterusa 1972. godine. Stručno se usavršavao u Sloveniji, Austriji, Njemačkj, Švedskoj i Engleskoj. Izabran je za asistenta na Katedri za ginekologiju i akušerstvo izabran 1961., za docenta 1968., za izvanrednog profesora 1974. i za redovnog profesora 1982. godine. Naslov professora emeritusa stekao je 1998. godine. Od 2002. dopisni je, a od 2008. redovni član AZU BiH. Obnašao dužnost direktora Ginekološko-akušerske klinike od 1974. do 1994. godine, kada je ta bila po broju porođaja i ginekoloških operacija jedna od najvećih klinika u Europi. Otac poznatog kardiokirurga Doc. dr sc.Ognjena Šimića i ginekologa Prim. dr. Marina Šimića.
U kliničku praksu uveo je sve u tom vremenu najsuvremenije dijagnostičke i terapeutske metode: svakodnevnu praksu uveo je vakuum ekstraktor za dovršavanje vaginalnog poroda,
amnioskopiju, Ph fetalne krvi, kardiotokografiju (CTG), ultrazvučnu dijagnostiku i ekstraperitonealni carski rez, mnogobrojne abdominalne i vaginalne operacije, a posebno značajnu
vaginalnu operaciju kod cervikalnog karcinoma (Schauta). Poslije uvodi kolposkopiju i kolpomikroskopiju s konizacijom. Prvi u SFRJ uveo u kliničku praksu uvodi kuldoskopiju i laparoskopiju.
U mirovini od 1998. godine. Nakontoga radio kao savjetnik na Ginekološko-akušerskom odjelu Opće bolnice „Prim. dr. Abdulah Nakaš“ u Sarajevu. U Mostaru je od 2002. bio je i pročelnik katedre za Ginekologiju i porodiljstvo Fakulteta zdravstvenih studija od 2002. u Mostaru.

## Djela
Autor knjiga:
- Celioskopija u ginekologiji
- Urgentna stanja u ginekologiji i opstetriciji
- Endoskopija u ginekologiji i opstetriciji
- Rađanje i rat u Sarajevu
- Childbirth and the War in Sarajevo
- Ginekologija i opstetricija, akutna i urgentna stanja
- Ginekologija i perinatologija

Suautor knjiga:
- Antibiotici i antibiotska terapija
- Perinatalna medicina
- Porodiljstvo
- Carski rez
- Ginekologija i perinatologija
- Perinatalni trendovi u BiH

## Priznanja i nagrade
Dobio priznanja i nagrade:
- Dvadesetsedmosrpanjska nagrada BiH 1989.
- Plaketa Sveučilišta u Sarajevu s poveljom 1992.
- Leading Intellectuals of the World, USA 2004.
- Povelja Kliničkog centra Sveučilišta u Sarajevu 2005.
- Velika plaketa Medicinskog fakulteta Sveučilišta u Sarajevu 2007.
- Hipokratova povelja Liječničke komore Sarajevske županije 2009.